# Rouxmesnil-Bouteilles
Rouxmesnil-Bouteilles és un municipi francès situat al departament del Sena Marítim i a la regió de Normandia. L'any 2007 tenia 1.840 habitants.

## Demografia

### Població
El 2007 la població de fet de Rouxmesnil-Bouteilles era de 1.840 persones. Hi havia 684 famílies de les quals 140 eren unipersonals (52 homes vivint sols i 88 dones vivint soles), 232 parelles sense fills, 244 parelles amb fills i 68 famílies monoparentals amb fills.
La població ha evolucionat segons el següent gràfic:
Habitants censats

### Habitatges
El 2007 hi havia 730 habitatges, 695 eren l'habitatge principal de la família, 10 eren segones residències i 25 estaven desocupats. 610 eren cases i 120 eren apartaments. Dels 695 habitatges principals, 473 estaven ocupats pels seus propietaris, 214 estaven llogats i ocupats pels llogaters i 8 estaven cedits a títol gratuït; 17 tenien una cambra, 25 en tenien dues, 136 en tenien tres, 260 en tenien quatre i 257 en tenien cinc o més. 519 habitatges disposaven pel capbaix d'una plaça de pàrquing. A 327 habitatges hi havia un automòbil i a 324 n'hi havia dos o més.

### Piràmide de població
La piràmide de població per edats i sexe el 2009 era:
| Homes | Edats   | Dones |
| ----- | ------- | ----- |
| 0     | 95 o +  | 4     |
| 0     | 90 a 94 | 0     |
| 0     | 85 a 89 | 4     |
| 0     | 80 a 84 | 8     |
| 16    | 75 a 79 | 12    |
| 32    | 70 a 74 | 20    |
| 28    | 65 a 69 | 40    |
| 32    | 60 a 64 | 28    |
| 40    | 55 a 59 | 56    |
| 56    | 50 a 54 | 44    |
| 108   | 45 a 49 | 80    |
| 88    | 40 a 44 | 92    |
| 60    | 35 a 39 | 100   |
| 96    | 30 a 34 | 76    |
| 28    | 25 a 29 | 36    |
| 52    | 20 a 24 | 16    |
| 92    | 15 a 19 | 88    |
| 124   | 10 a 14 | 52    |
| 56    | 5 a 9   | 56    |
| 48    | 0 a 4   | 32    |

## Economia
El 2007 la població en edat de treballar era de 1.306 persones, 947 eren actives i 359 eren inactives. De les 947 persones actives 854 estaven ocupades (453 homes i 401 dones) i 93 estaven aturades (42 homes i 51 dones). De les 359 persones inactives 130 estaven jubilades, 112 estaven estudiant i 117 estaven classificades com a «altres inactius».

### Ingressos
El 2009 a Rouxmesnil-Bouteilles hi havia 800 unitats fiscals que integraven 1.993,5 persones, la mediana anual d'ingressos fiscals per persona era de 19.198 €.

### Activitats econòmiques
Dels 113 establiments que hi havia el 2007, 7 eren d'empreses extractives, 3 d'empreses alimentàries, 1 d'una empresa de fabricació de material elèctric, 2 d'empreses de fabricació d'elements pel transport, 15 d'empreses de fabricació d'altres productes industrials, 15 d'empreses de construcció, 31 d'empreses de comerç i reparació d'automòbils, 6 d'empreses de transport, 8 d'empreses d'hostatgeria i restauració, 7 d'empreses financeres, 2 d'empreses immobiliàries, 8 d'empreses de serveis, 6 d'entitats de l'administració pública i 2 d'empreses classificades com a «altres activitats de serveis».
Dels 23 establiments de servei als particulars que hi havia el 2009, 3 eren tallers de reparació d'automòbils i de material agrícola, 1 taller d'inspecció tècnica de vehicles, 1 paleta, 3 guixaires pintors, 6 lampisteries, 4 electricistes, 1 perruqueria, 3 restaurants i 1 agència immobiliària.
Dels 7 establiments comercials que hi havia el 2009, 1 era, 1 un supermercat, 1 una botiga de menys de 120 m², 1 una botiga d'electrodomèstics, 1 una botiga de mobles, 1 una botiga de material esportiu i 1 una botiga de material de revestiment de parets i terra.

## Equipaments sanitaris i escolars
El 2009 hi havia 1 escola maternal i 1 escola elemental.

## Poblacions més properes
El següent diagrama mostra les poblacions més properes.